# Germanisches Nationalmuseum
Il Germanisches Nationalmuseum ("Museo nazionale germanico"), o Museo nazionale tedesco, si trova a Norimberga. Fondato nel 1852, conserva una ricca collezione di oggetti relativi all'arte ed alla cultura tedesca, databili dalla preistoria ai giorni odierni. Con circa 1.200.000 pezzi è considerato il più ricco museo storico-culturale della Germania.

## Storia
Il museo venne fondato come Germanisches Museum da un gruppo di intellettuali guidati dal barone della Franconia Jobst Bernhard von Aufsees, che intendeva comporre una sorta di compendio della storia, della letteratura e dell'arte del popolo tedesco nei secoli. L'edificio attuale è il risultato della ricostruzione del Museo Nazionale Tedesco di Norimberga, Germanisches Nationalmuseum Nürnberg, secondo i piani del professore Sep Ruf e di Harald Roth.

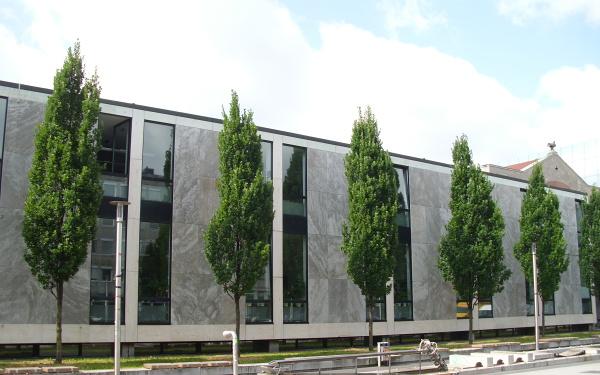
Germanisches Nationalmuseum Nürnberg Theodor-Heuss-Bau

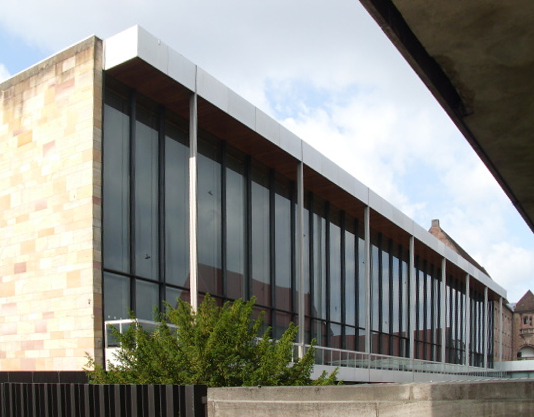
Germanisches Nationalmuseum Nürnberg Ausstellungsraum außen

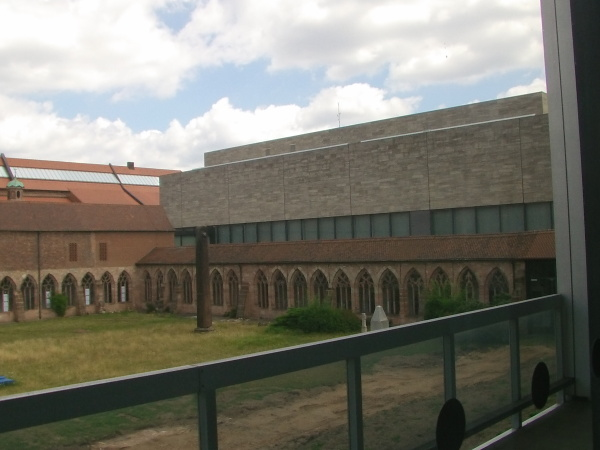
Germanisches Nationalmuseum Nürnberg Innenhof

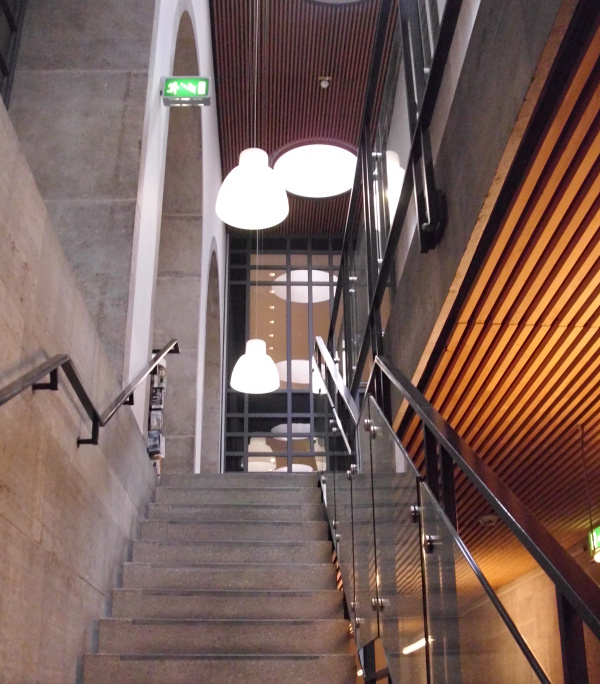
Germanisches Nationalmuseum Nürnberg Treppe Bibliothek

## Opere
- Croce delle Ardenne, IX secolo
- Heinrich Beheim, sculture originali della Fontana Bella, 1385-92
- Maestro dell'Altare di Sant'Agostino, Altare di Sant'Agostino, seconda metà del XV secolo
- Maestro dell'Altare Irnhoff, Ecce Homo, 1420
- Maestro boemo, San Bartolomeo, XV secolo
- Sebastian Lindenast, Coppa a forma di città fortificata, 1495 circa
- Albrecht Dürer
  - Ritratto di Barbara Holper, 1490 circa
  - Compianto sul Cristo morto, 1498 circa
  - Ercole uccide gli uccelli di Stinfalo, 1500
  - Ritratto dell'imperatore Carlo Magno, 1511-1512
  - Ritratto dell'imperatore Sigismondo, 1512-1513
  - Arco trionfale, 1515-1517
  - Ritratto di Michael Wolgemut, 1516
- Hans Baldung, Altare di San Sebastiano (Sebastiansaltar), 1507
- Hans Süß von Kulmbach, Santi Cosma e Damiano
- Christian Gottlob Hubert, fortepiani, spinette, organi, clavicordi liberi, clavicordi legati
- Martin Behaim, Erdapfel, 1492

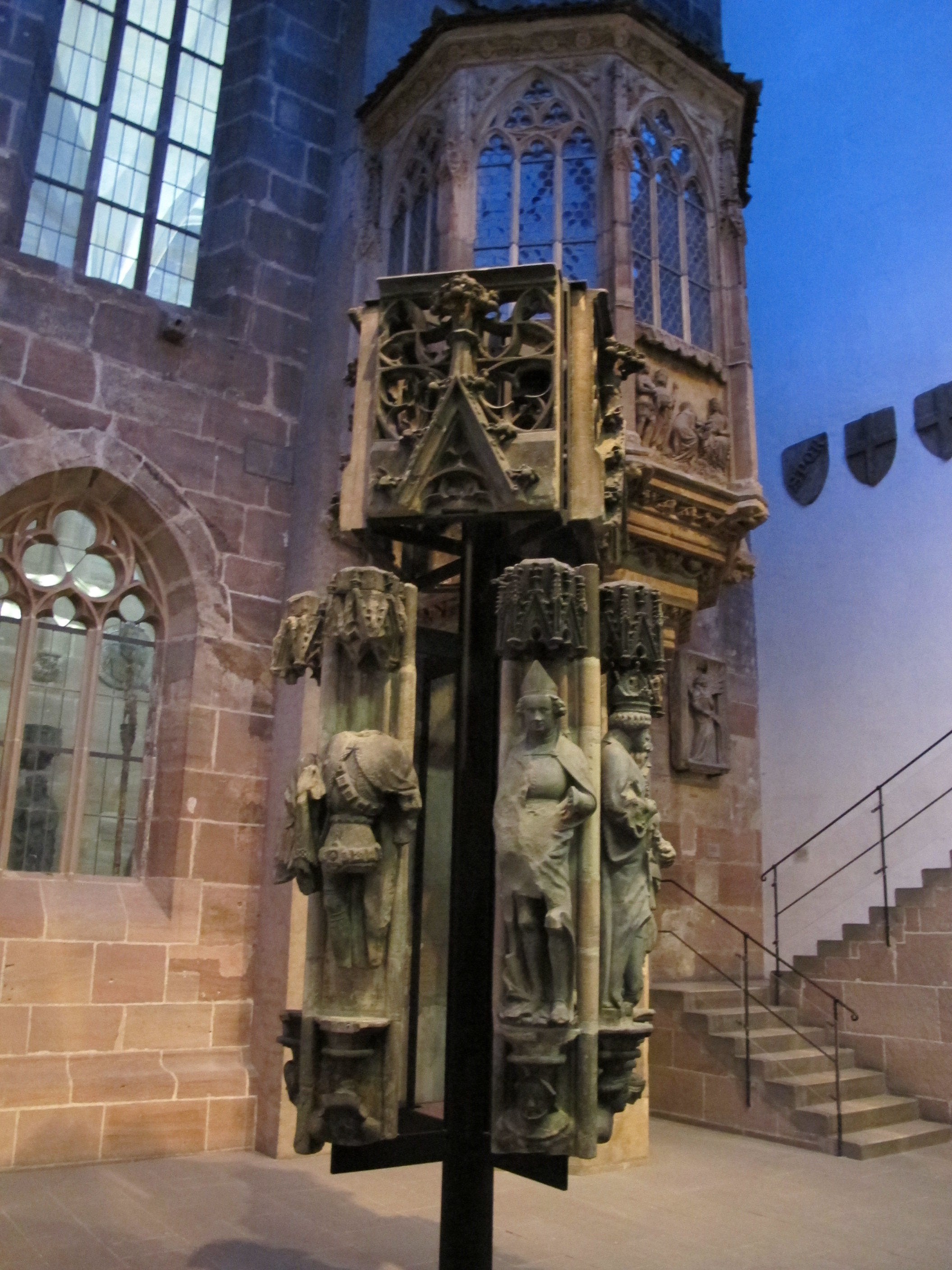
Statue della Fontana Bella.
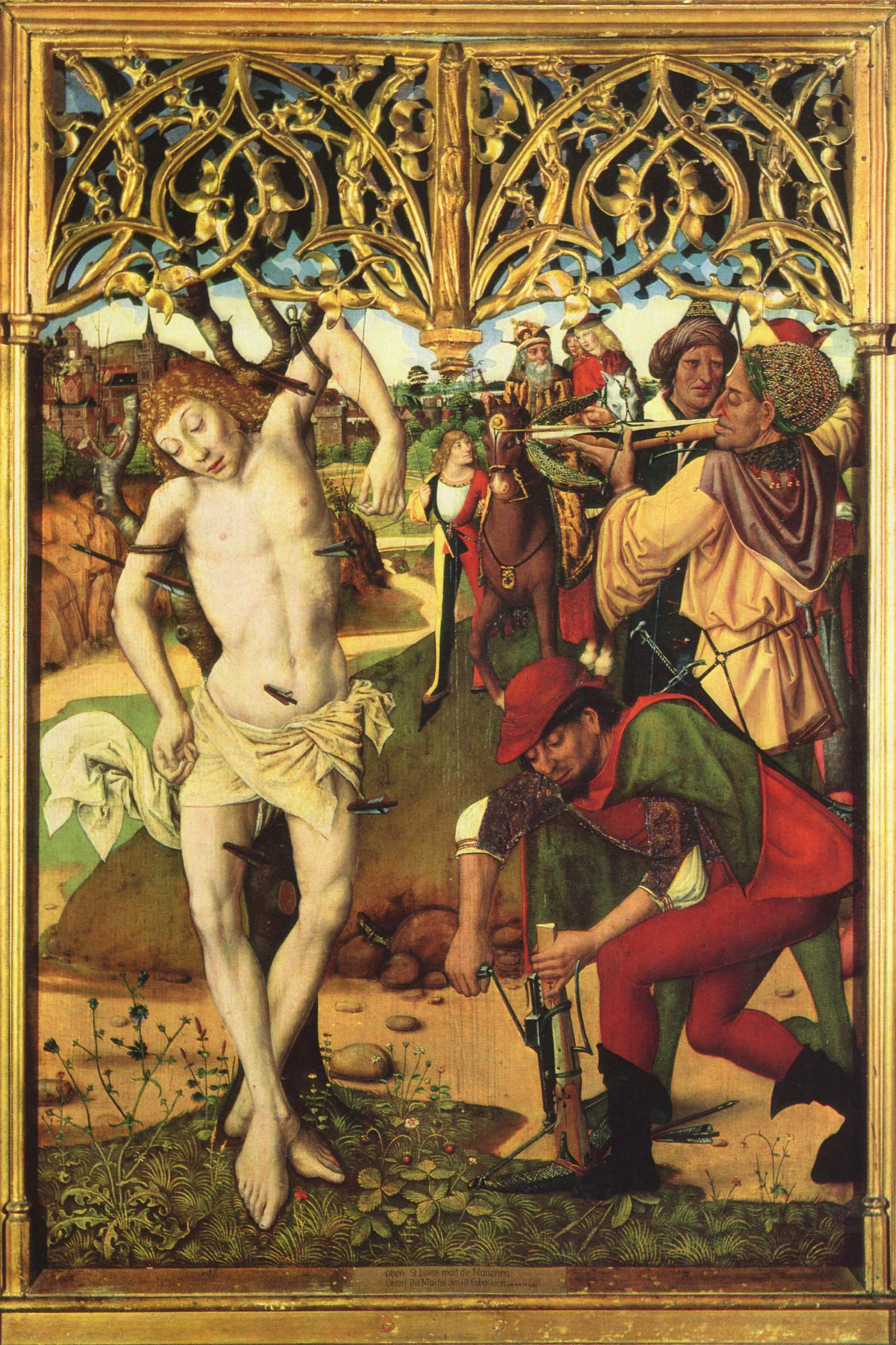
Martirio di San Sebastiano, Augustiner-Altar, Maestro dell'Altare di Sant'Agostino.
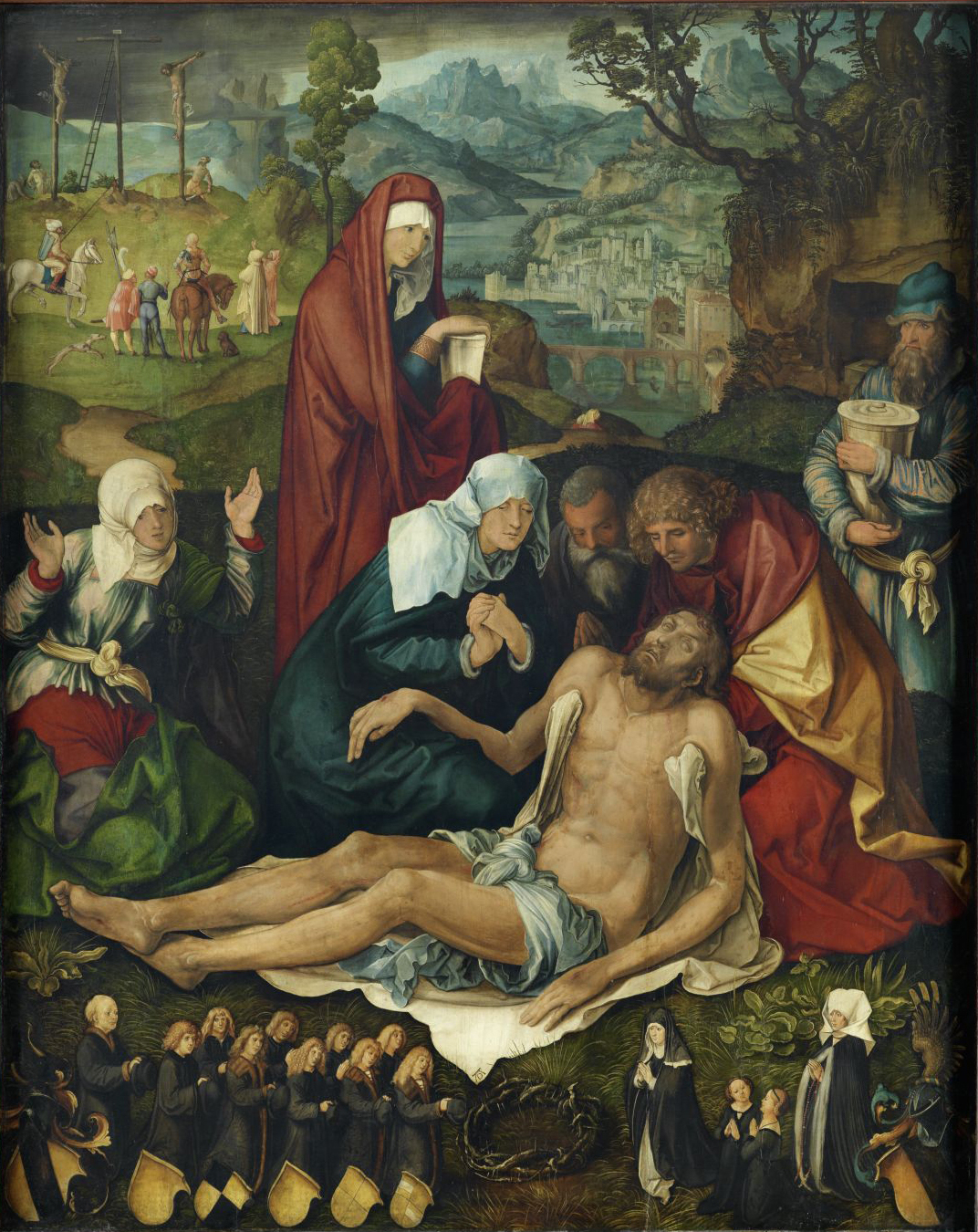
Compianto sul Cristo morto, Albrecht Dürer.
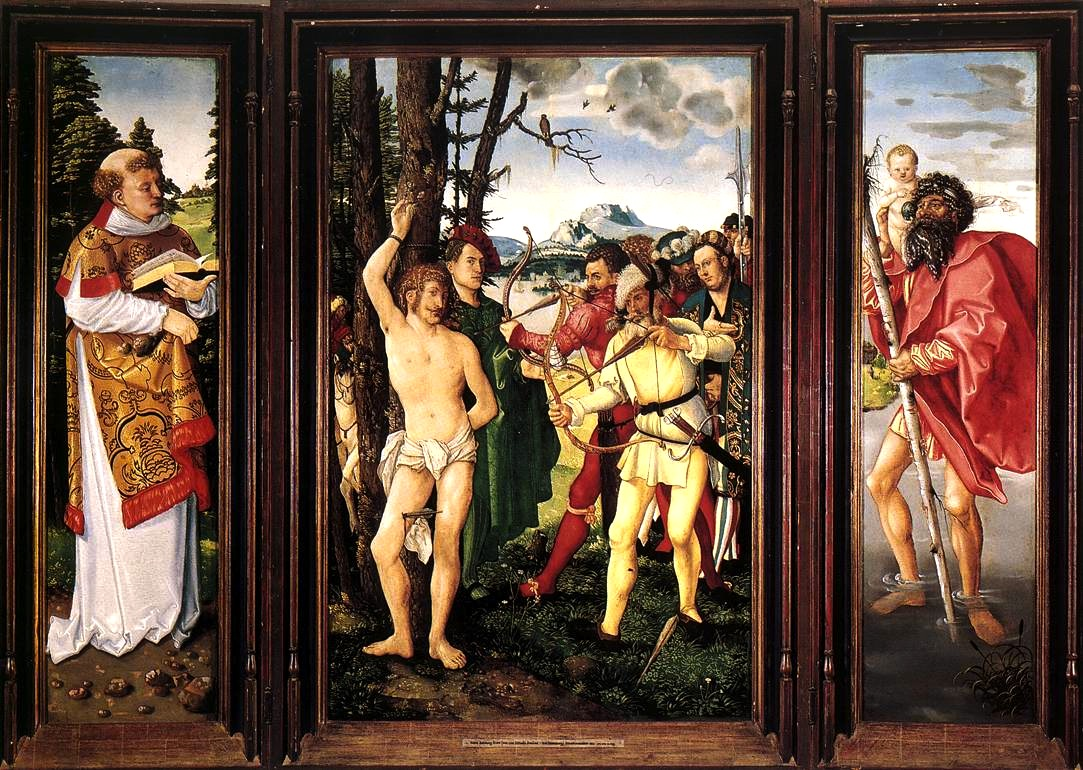
Sebastiansaltar, Hans Baldung.